# Мэри (река)
Мэри (англ. Mary River) — река в регионе Саншайн-Кост, штат Квинсленд, Австралия.

## География
Мэри берёт своё начало неподалёку от посёлка Бурубин. Общее направление течения — с юга на север, хотя по пути она совершает огромное количество замысловатых изгибов. Протекает через населённые пункты (от истока к устью): Кенилворт, Гимпи, Тиаро, Мэриборо и впадает в пролив Грейт-Сэнди, расположенный на границе Кораллового и Тасманова морей, напротив острова Фрейзер. В Мэри впадает 19 притоков. Длина реки — 291 км. Высота истока — 209 м над уровнем моря. Площадь водосборного бассейна — 9595 км². Уклон реки — 0,718 м/км.

## История
Аборигены называли эту реку Мукубула. 10 мая 1842 года европейскими исследователями Эндрю Петри и Генри Расселлом ей было дано новое имя Уайд-Бэй, но уже 8 сентября 1847 года название реки было изменено на нынешнее: Чарльз Фицрой, тогда губернатор Нового Южного Уэльса, переименовал её в честь своей жены леди Мэри Леннокс (1790—1847). В 1867 году в реке у Гимпи было обнаружено золото, что привело к локальной золотой лихорадке.
В 2006 году правительство штата объявило о начале строительства на реке плотины Трейвстон-Кроссинг к югу от Гимпи. В 2009 году проект был отменён министром окружающей среды Питером Гарреттом в связи с протестами местных жителей и потенциальным нарушением экологической ситуации в регионе.
Периодически на реке случаются наводнения, одно из крупнейших произошло в 2010—2011 годах, когда уровень воды в Мэриборо поднялся на 8,2 метра выше нормы, а в Гимпи на 19,3 метра.

## Фауна
В реке живут редкие черепахи Elusor macrurus. Из других редких животных можно отметить таких рыб как рогозуб и треска реки Мэри, в нижнем течении встречаются гребнистые крокодилы длиной до 3,5 метров.
- У Тиаро[англ.], май 2012 года.
- Мост через Мэри у Тиаро, май 2012 года.
- Мост через Мэри у Мэриборо, 1882 год.
- Наводнение в Мэриборо, 1893 год.